# Carlos Trujillo (político)
Carlos Trujillo (Long Island, 25 de febrero de 1983) es un abogado y político estadounidense que se desempeña como embajador de los Estados Unidos ante la Organización de los Estados Americanos desde 2018. Miembro del Partido Republicano, anteriormente se desempeñó en la Cámara de Representantes de Florida desde 2010 hasta su nombramiento como embajador.

## Biografía
Hijo de inmigrantes cubanos, nació en Long Island (estado de Nueva York), y se mudó al estado de Florida en 1988. Asistió a Spring Hill College, se graduó en administración de empresas en 2004, y luego a la Facultad de Derecho de la Universidad Estatal de Florida, donde recibió su doctorado en Jurisprudencia en 2007. Después de graduarse, se desempeñó como asistente del fiscal estatal para el Tribunal del Circuito Judicial Undécimo de Florida (en Miami), principalmente en casos de delitos graves. Luego comenzó su práctica legal en su propio bufete de abogados.
En noviembre de 2010 fue elegido como republicano a la Cámara de Representantes de Florida, al obtener el 97 % de los votos en la elección legislativa. Desde entonces ganó sucesivas reelecciones.
En 2012, luego de la reconfiguración de los distritos legislativos estatales, se postuló para la reelección en el distrito 105, que contenía un territorio que era diferente de lo que había representado anteriormente en el distrito 116. Mantuvo apoyo en los suburbios de Miami, y se expandió para incluir grandes cantidades de zonas rurales del condado de Collier y Miami-Dade. Fue desafiado en las primarias republicanas por Paul Crespo. Trujillo acumuló los respaldos del exgobernador Jeb Bush y de la Cámara de Comercio de Florida.
En la Convención Nacional Republicana de 2016 fue uno de los 99 delegados de Florida que apoyaron a Donald Trump.
En febrero de 2018, votó en contra de una moción para considerar una prohibición del uso de armas de asalto.
En octubre de 2017, fue nominado por el presidente Donald Trump para servir como Embajador de los Estados Unidos ante la Organización de los Estados Americanos (OEA). Fue confirmado por el Senado mediante una votación el 22 de marzo de 2018 y renunció a la Cámara de Representantes de Florida al día siguiente. Presentó sus credenciales al secretario general de la OEA, Luis Almagro, el 5 de abril.